# Quong Ming Buddhism & Taoism Society
Quong Ming Buddhism & Taoism Society is een Chinese tempelorganisatie in San Francisco Chinatown, Verenigde Staten. De tempel beoefent tradities binnen de twee filosofieën: boeddhisme en daoïsme. De tempel is gewijd aan de Jadekeizer, wiens beeld op het hoofdaltaar pronkt. In de tempel staan ook andere godenbeelden, zoals die van Guan Yu (Quan Ji). In de tempel kan men offeren aan de goden en bidden. Ook kan men de toekomst laten voorspellen door middel van kaucim volgens de Guanyinmethode.
De tempelorganisatie werd in de jaren veertig of vijftig van de 20e eeuw gesticht. In 1967 werd het gebouw aan de 1104 Powell Street gebruikt als tempel. Toentertijd kocht de organisatie het voor $160.000 en tegenwoordig is het gebouw meer dan één miljoen dollar waard..
Sinds 1995 heeft de Quong Ming Buddhism & Taoism Society ook een tempel aan de 1123 Powell Street. Dit gebouw stamt uit 1928 en werd toen gebouwd voor de Korean United Methodist Church. Later werd het gebouw verkocht aan de Korean Presbyterian Church die het in 1995 weer doorverkocht aan de tempel. In het gebouw huist nu een van de grootste taoïstische tempels van Amerika. Men kan er op de eerste en vijftiende dag van elke maand in de Chinese kalender gratis vegetarische maaltijden eten. Bezoekers kunnen (geld)offers geven aan de tempel en erediensten van een daoshi bijwonen.